# Digna Ketelaar
Digna Ketelaar (13 augustus 1967) is een voormalig tennisspeelster uit Nederland.

## Loopbaan
Ketelaar won in 1984 het juniorentoernooi bij het meisjesdubbelspel van Roland Garros, samen met Simone Schilder. Op het juniorentoernooi van Wimbledon kwam zij datzelfde jaar tot de kwartfinale. In 1986 won zij het ITF-toernooi van Sutton, samen met haar dubbelspelpartner Susan Pendo. In 1987 strandde zij in het kwalificatietoernooi van Roland Garros, waardoor zij uiteindelijk nooit op een grandslamtoernooi speelde. Wel kwam Ketelaar driemaal voor Nederland uit op de Fed Cup.